# António Baltasar Marcelino
António Baltasar Marcelino GCM (Castelo Branco, Lousa, 21 de setembro de 1930 — Aveiro, 9 de outubro de 2013) foi um bispo católico português, bispo emérito de Aveiro.

## Biografia
Foi ordenado presbítero em 9 de junho de 1955.
Foi nomeado bispo auxiliar de Lisboa a 15 de julho de 1975, pelo Papa Paulo VI, e bispo titular de Cercina. A ordenação episcopal decorreu na Sé de Portalegre a 21 de setembro desse ano, tendo como bispo presidente, António Ribeiro, Cardeal-Patriarca de Lisboa e como co-ordenantes, Agostinho Joaquim Lopes de Moura C.S.Sp e António Ferreira Gomes.
A 8 de setembro de 1983 foi nomeado bispo coadjutor de Aveiro, sucedendo em 1988 a Manuel de Almeida Trindade.
A 13 de Outubro de 2000 foi agraciado com a Grã-Cruz da Ordem do Mérito.
Em 21 de setembro de 2006, a sua renúncia ao governo da diocese foi oficialmente publicada, tendo sido nomeado simultaneamente o seu sucessor.
Faleceu a 9 de outubro de 2013, no Hospital D. Pedro na cidade de Aveiro. 